# Partisan Review
La revista Partisan Review (PR) fue una revista política y literaria estadounidense publicada entre 1934 y 2003. De periodicidad trimestral, fue fundada por la John Reed Club de Nueva York, una de las numerosas asociaciones creadas en honor al periodista y activista comunista estadounidense, John Reed, como respuesta a la revista marxista New Masses, la publicación oficial del American Communist Party.

## Colaboradores
Sus numerosos colaboradores incluyeron  Conor Cruise O'Brien, Saul Bellow, cuyo primera obra fue publicada por la revista en 1941, Doris Lessing, Paul Klee, Lionel Trilling, Dwight Macdonald, Norman Mailer, Ralph Ellison, Hannah Arendt, Mary McCarthy, Clement Greenberg, Steven Marcus André Gide Nicola Chiaromonte, George Orwell Nat Hentoff  y Susan Sontag, entre muchos otros.

### Orwell
Entre 1941 y 1946, coincidiendo con el extendido temor de una invasión del Reino Unido por parte de la Alemania nazi, Orwell escribió quince artículos para la revista, publicados como las «London Letters». En 1943, en respuesta a una carta del director y cofundador de la revista, Philip Rahv, en la que pedía los nombres de eventuales colaboradores para la revista, Orwell propuso a Alex Comfort, Kathleen Raine, Herbert Read, T. S. Eliot, Stephen Spender, E. M. Forster, William Empson, Jack Common, Hugh Slater y Roy Campbell, entre otros.

#### Controversia
En la edición de septiembre-octubre de 1942, Orwell contestó a una serie de cartas al director escritas por  D. S. Savage, George Woodcock y Alex Comfort en respuesta a su «London Letter» publicada en la edición de marzo-abril en la que había criticado al «derrotismo de la izquierda» y a los pacifictas por «poner la otra mejilla» frente a Hitler, acusándoles de ser «objetivamente profascistas», mencionado varios de ellos, incluyendo a Comfort, por su nombre y acusando a la revista Now,  dirigida por  Woodcock, de tener una tendencia fascista por «los puntos en común entre el fascismo y el pacifismo». Tras la controversia, Orwell se disculpó personalmente a Woodcock y Comfort, que llegarían después a formar parte de su círculo de amigos íntimos hasta el fallecimiento de Orwell.
En 1949, la revista le concedió un premio de 357 libras por la «contribución literaria más destacada del año» por su libro 1984.

## Financiación por parte de la CIA
En la década de 1960, saltó la noticia de que PR, entre otras revistas literarias, como la revista británica Encounter, habían recibido financiación del Congress for Cultural Freedom (CCF), una organización creada por la CIA. Otra fuente directa de financiación, también relacionada con la CIA, fue Henry Luce, dueño de la revista Time.
En 1967, Hannah Arendt, Norman Mailer, Iris Murdoch, Lillian Hellman, V. S. Pritchett, Paul Goodman y Angus Wilson, entre otros, incluyendo a los cofundadores de la revista, Rahv y Phillips, publicaron una carta abierta en la revista denunciando la financiación secreta, por parte de la CIA, de publicaciones y organizaciones literarias e intelectuales.